# 高橋裕 (工学者)
高橋 裕（たかはし ゆたか、1927年1月28日 - 2021年5月26日）は、日本の工学者。専攻は河川工学であり、「水」に関する国際的な権威。例えば、治水・水質汚染問題・水不足問題・洪水問題・水関連の紛争問題など、幅広く研究を行い、多くの提言を行った。東京大学名誉教授。

## 生涯
静岡県出身。父親は、柑橘栽培の専門家、高橋郁郎。旧制静岡中学（静岡県立静岡高等学校）、旧制静岡高校を経て、1950年、東京大学第二工学部土木工学科卒業。その後旧制大学院に進学し修了。
日仏工業技術会会長などを歴任した。

## 主な著書
- 『国土の変貌と水害』（岩波新書、1971年）
- 『都市と水』（岩波新書、1988年）
- 『河川工学』 （東京大学出版会、1990年）
- 『現代日本土木史』（彰国社、1990年）
- 『川と国土の危機　水害と社会』（岩波新書、2012年）

## 受賞
- 土木学会出版文化賞 （1992年）
- 土木学会功績賞 （1998年）
- IWRA クリスタル・ドロップ賞 （2000年）
- 日本国際賞 （2015年）[3]

## 参照
- 高橋 裕 博士